# Otuzco
Otuzco est une ville péruvienne, chef-lieu de la province d’Otuzco dans le département de La Libertad. Elle très connue grâce au sanctuaire de Notre-Dame de la Porte (Vierge de la Porte). Sa population est estimée à 25,134 habitants selon le dernier recensement (2005).

## Fondation
En 1856, Don José Corcuera et Enemecio Orbegozo, avec le soutien des Otuzcanais, déposèrent devant le Congrès une proposition de loi pour la création de la province d’Otuzco au sein du département de La Libertad. Après un premier échec, le projet de loi est accepté le 17 avril 1861 et approuvé par le président Ramón Castilla quatre jours plus tard.
La loi met en application la division de la province de Huamachuco pour créer la nouvelle province d’Otuzco. En 1890, par la loi du 15 novembre, la villa d’Otuzco est élevée au rang de «ville».

## Évolution
Les Yungas et les Quechuas se trouvaient parmi les premiers groupes humains à peupler la région d’Otuzco. Au cours de son histoire, Otuzco a connu plusieurs statuts juridiques, d’un hameau inconnu à une paroisse, en passant par un « curato ». Elle obtient finalement le statut de ville pendant le régime républicain.
Otuzco est une ville des Andes, dont les habitants sont pour la plupart des sang-mêlés, issus des parents espagnols et autochtones.